# Louis Minard
Louis Minard (Gent, 7 juni 1801 - aldaar, 5 augustus 1875) was een Vlaams architect en gemeenteraadslid van Gent. Hij was de zoon van een Franse soldaat en zijn Gentse echtgenote.

## Veelzijdig
Louis Minard studeerde te Gent en gaf enige tijd les in de Nederlandse stad Den Haag. Hij maakte vooral naam als architect van klassieke bouwwerken zoals zijn eigen huis in Gent, de Sint-Adrianuskerk van Adegem en de Minardschouwburg in Gent.
Hij kreeg opdrachten van private personen en tekende kastelen, landhuizen, herenhuizen, scholen en kerken. Maar hij ontwierp ook gebouwen in neogotische stijl en neoromaanse stijl, respectievelijk de Sint-Martinuskerk van Burst en Sint-Gertrudiskerk van Wetteren en paste de Sint-Ghislenuskerk te Waarschoot aan.

## Schouwburg
Minard liet de Minardschouwburg bouwen (1847) op eigen kosten als reactie op de Franse schouwburg en opera in Gent. Die werd gebruikt tot in 1898 wanneer de Nederlandstalige schouwburg verhuisde naar het Sint-Baafsplein.
Louis Minard had een grote collectie van oude voorwerpen die later in het Bijlokemuseum en het Louvre te Parijs terechtkwamen. De koningen Leopold I en Leopold II behoorden tot zijn kennissenkring.
Architect Louis Minard werd begraven op het Campo Santo te Sint-Amandsberg (Gent).

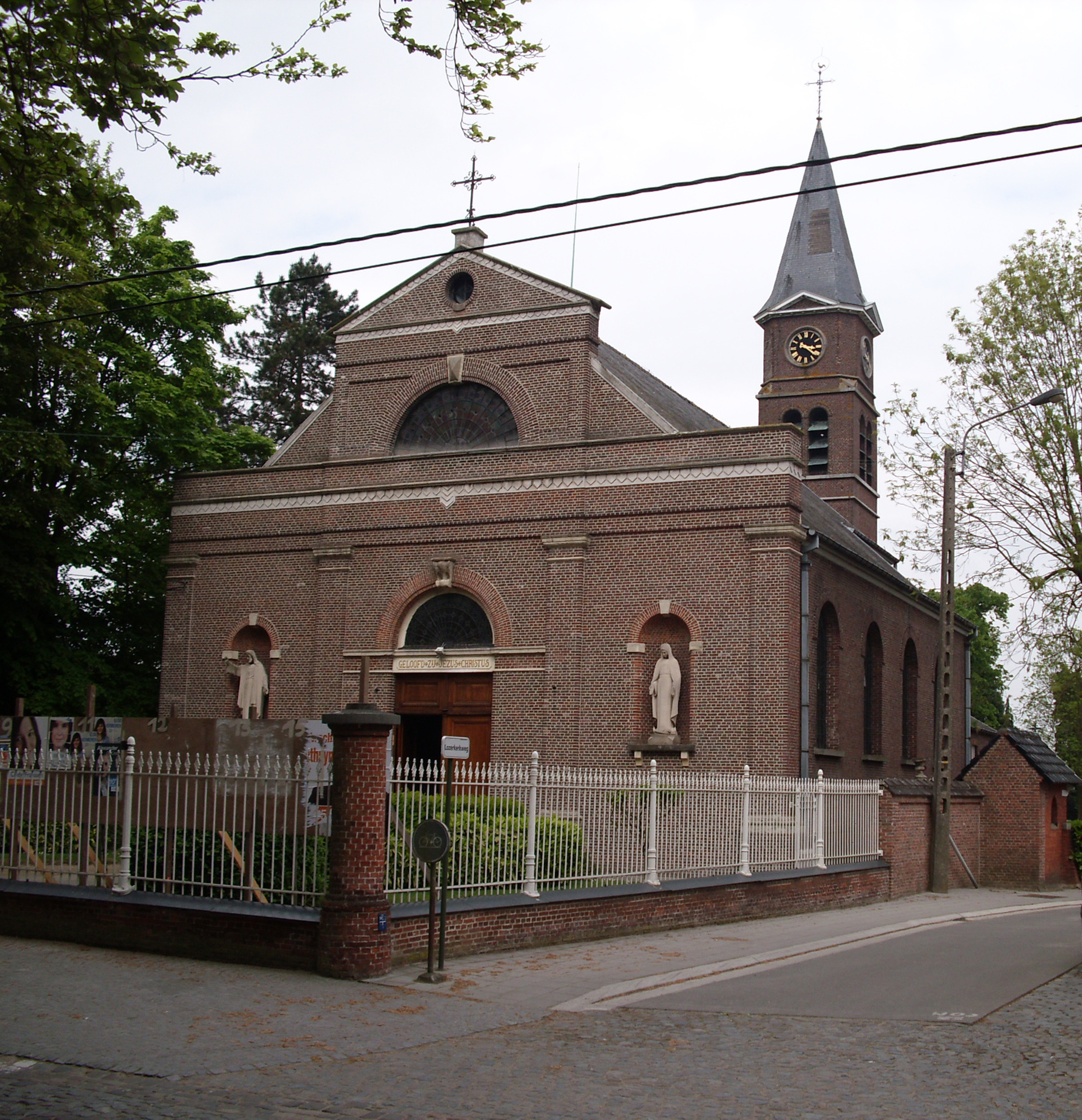
Kerk van Kruishoutem (Lozer)
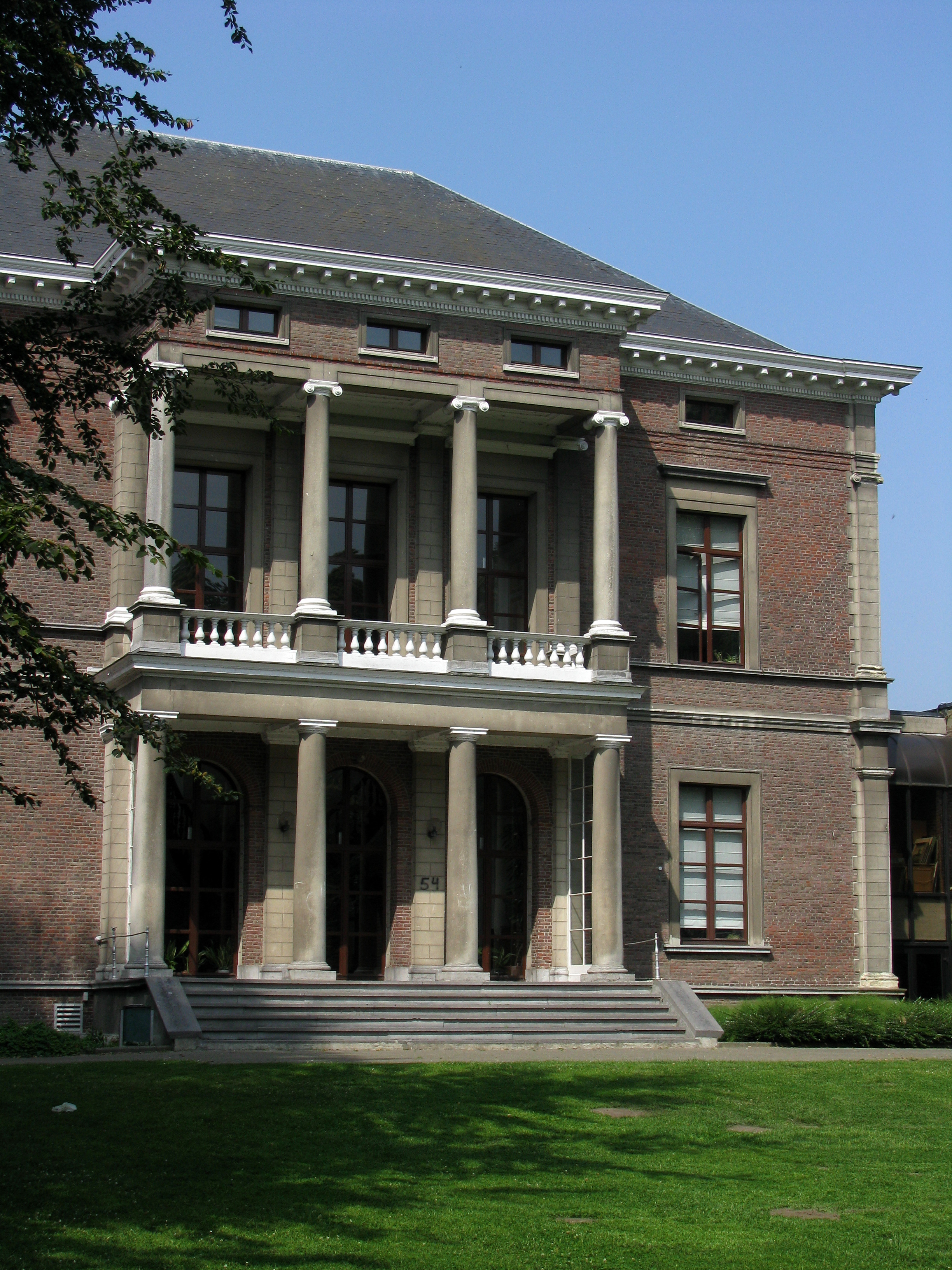
Kasteel "Scheldevelde" (De Pinte)
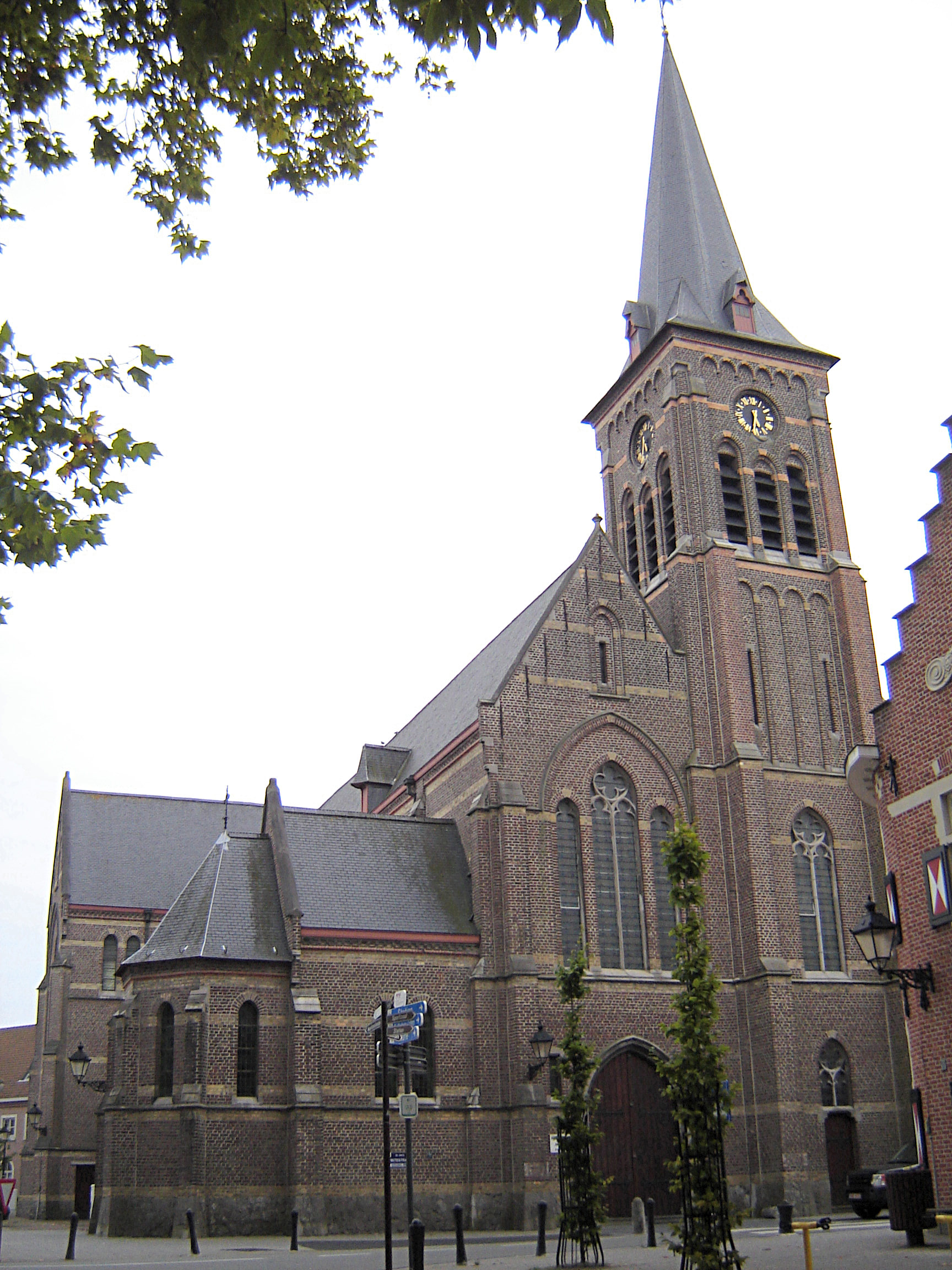
Sint Nicolaas van Tolentijnkerk De Pinte
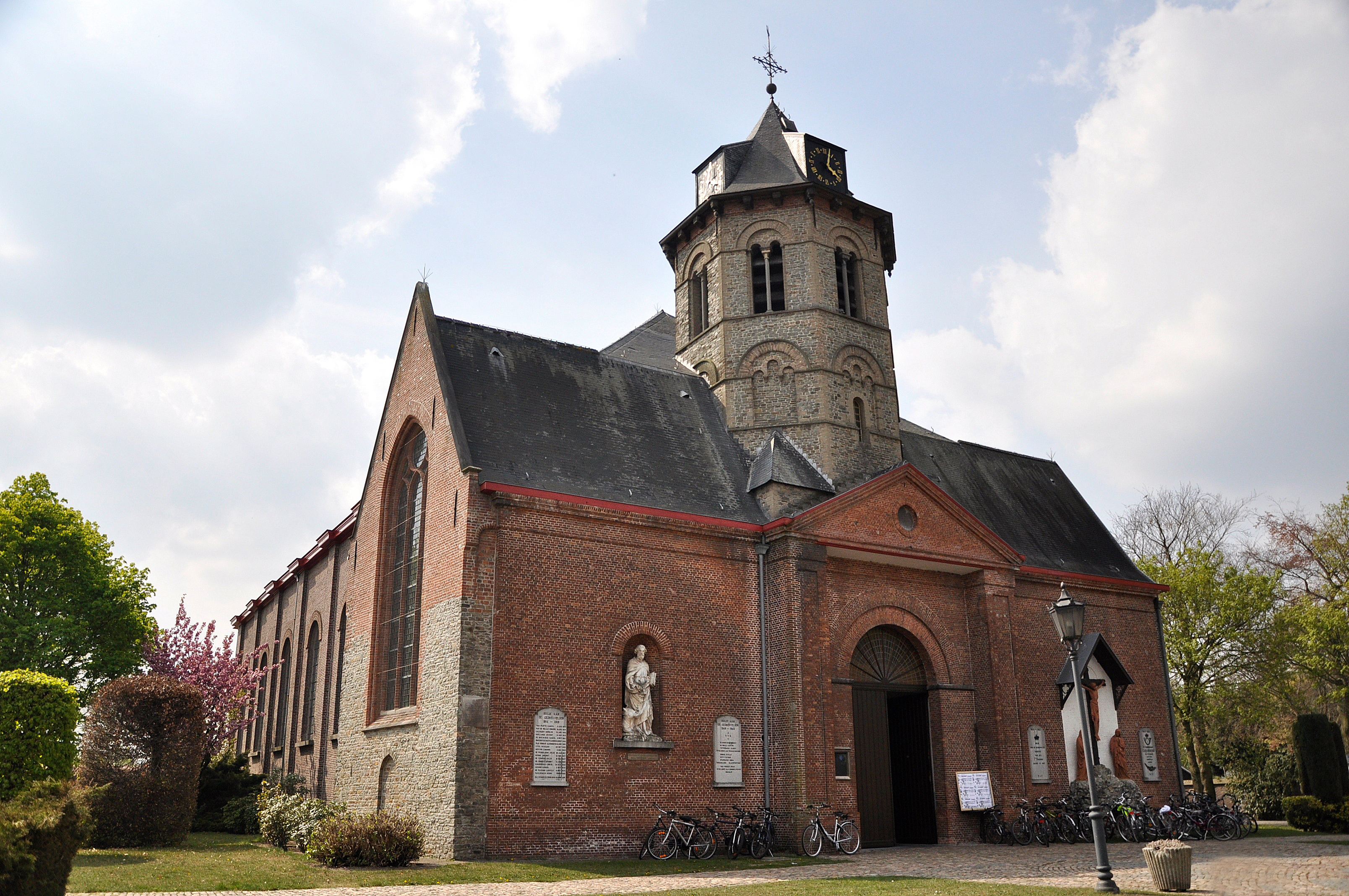
Sint-Adrianuskerk (Adegem)